# Kublaj Kan (pesma)
Kublaj Kan; ili, Prikaza u snu: Odlomak je pesma koju je napisao Semjuel Tejlor Kolridž, završena 1797. i objavljena 1816. godine. Prema Kolridžovom predgovoru „Kublaj Kanu“, pesma je napisana jedne noći nakon što je iskusio san izazvan opijumom nakon čitanja o Zenaduu, letnjoj palati mongolskog vladara i cara Kine, Kublaj Kana. Kad se probudio, počeo je da piše stihove koji su mu došli u snu dok ga nije prekinula jedna osoba iz Porloka. Pesma nije mogla biti završena prema njegovom izvornom planu da ima 200-300 stihova, jer je zbog prekida zaboravio stihove. Ostavio ju je neobjavljenu i držao ju je u privatnoj zbirci, dostupnu za čitanje svojim prijateljima do 1816. kad  je na podsticaj Lorda Bajrona objavljena.
Neki od Kolridžovih savremenika su osuđivali pesmu i dovodili u pitanje njegovu priču o njenom nastanku. Prošlo je dosta godina dok kritičari nisu počeli da se otvoreno dive pesmi. Većina savremenih kritičara sada vidi pesmu „Kublaj Kan“ kao jednu od Kolridžove tri velike pesme, zajedno sa pesmama „Balada o starom mornaru“ i „Kristabel“. Ova pesma se smatra jednim od najvažnijih primera romantizma u engleskoj poeziji, i jedna je od najčešćih pesama u zbirkama na engleskom jeziku. Kopija ovog rukopisa je deo stalne postavke u Biblioteci Britanije u Londonu.

## Pozadina

### Pisanje
U septembru 1797. Kolridž je živeo u Neder Stauiju na jugozapadu Engleske i provodio je mnogo vremena šetajući po obližnjim brdima Kvontok sa svojim kolegom pesnikom Vilijamom Vordsvortom i Vordsvortovom sestrom Doroti; (njegova maršruta je danas ovekovečena kao „Kolridžov put“.) Tokom cele jeseni je radio na mnogim pesmama, uključujući „Potok“  i tragediju „Osorio“. Nekad između 9. i 14. oktobra 1797. kada je Kolridž rekao da je završio tu tragediju, napustio je Staui i otišao u Linton. Pri povratku se razboleo i ostao da se oporavi na farmi Eš, koja se nalazi kod crkve u Kalbounu i jedno je od malobrojnih mesta na kojima je tražio utočište na svom putu.

Kolridž je opisao kako je napisao pesmu u predgovoru za zbirku pesama, „Kristabel“, „Kublaj Kan“ i „Tegobe sna“, koje su objavljene 1816. godine: 
U leto 1797. godine, Autor, tada slabog zdravlja, povukao se u usamljenu farmersku kuću između Porloka i Lintona, na granici između okruga Somerset i Devonšir u Eksmuru . Usled blage nelagodnosti, prepisan mu je lek za smirenje, od čijeg će dejstva zaspati u svojoj stolici kada bude čitao sledeću rečenicu, ili reči iste suštine, u delu „Purčasovi hodočasnici“ : „Ovde je Kublaj Kan naredio da se izgradi palata, i usto raskošni vrt: i tako je deset milja plodne zemlje oivičeno zidom.“  
Autor je ostao još tri sata u dubokom snu, njegova spoljna čula, ako ništa drugo, tokom čega ima veoma jasnu smelost, da ne može da napiše manje od dve ili tri stotine stihova; ako to zaista može da se nazove pisanjem kad sve slike iskoče pred njim kao stvari, sa uporednim stvaranjem odgovarajućih izraza, bez ikakvog osećaja ili svesti o trudu. Pri buđenju mu je izgledalo da se jasno seća cele pesme, i uzimajući svoje pero, mastilo i papir, istog trena i nestrpljivo je zapisao stihove koji su ovde sačuvani. U tom trenutku ga je, nažalost, pozvala jedna osoba koja došla iz Porloka poslovno, i zadržala ga više od sata, i dok se vraćao u svoju sobu, shvatio je, na svoje ne tako malo iznenađenje i razočaranje, da iako mu je i dalje ostalo maglovito i prigušeno sećanje na opštu sadržinu snoviđenja, ipak, sa izuzetkom nekih osam do deset razbacanih stihova i slika, sve ostalo je nestalo kao slike na površini potoka u koji je bačen kamen, ali, avaj! bez kasnije obnove onog što sledi: 
  Onda je sva draž

Razbijena – sav taj opseni svet tako nežno

Iščezava, a hiljadu kružića se širi,

I svaki izobličuje ostale. Ostani začas,

Jadna mladosti! koja se jedva usudi da podigne pogled-

Potok će uskoro povratiti glatkoću, uskoro

Snoviđenje će se vratiti! I gle! on ostade,

I ubrzo mutni delići ljupkih oblika

Se drhtavo vraćaju, sjedinjeni, i sada još jednom

Bazen postaje ogledalo.
Ipak, iz preživelih sećanja u svojoj glavi, Autor je nedavno naumio da sam završi ono što mu je isprva, takoreći, bilo dato. Ali „sutra“ tek treba da dođe. Kao suprotnost ovom snoviđenju, dodao sam odlomak veoma drugačijih odlika, opisujući sa podjednakom odanoću san bola i boleština.

Knjiga koju je Kolridž čitao pre nego što je zaspao je bila „Purčas, njegovi hodočasnici, ili Odnosi u svetu i religije posmatrane u svim dobima i mestima otkrivenim, od stvaranja do danas“ od engleskog duhovnika i geografa Semjuela Purčasa, objavljena 1613. godine. Knjiga je sadržala kratak opis Zenadua, letnje prestonice mongolskog vladara Kublaj Kana. Tekst o Zenaduu u knjizi „Purčas, njegovi hodočasnici“, za koju je Kolridž priznao da je se seća u potpunosti, glasio je:U Zenduu je Kublaj Kan izgradio velelepnu palatu, koja ograđuje šesnaest milja ravnog tla zidom, u kojoj su plodne livade, prijatni izvori, zanosni potoci, i razne vrste divljači, a u sredini svega, raskošna kuća zadovoljstva, koja se može pomerati sa mesta na mesto. Ovaj citat je zasnovan na pisanju Mletačkog istraživača Marka Pola, za koga se naširoko verovalo da je posetio Zenadu oko 1275. godine. Otprilike 1298-1299. godine, izdiktirao je opis Zenadua, između ostalog i ove redove:A na tri dana jahanja od poslednjeg grada koji sam pomenuo (Kambalu, ili današnji Peking), između severoistoka i severa, doći ćete do grada po imenu Čandu, koji je sagradio Kan koji trenutno vlada. Na tom mestu se nalazi veoma lepa mermerna palata, čije su sve sobe pozlaćene i oslikane figurama ljudi i zveri i ptica, i sa spektrom drveća i cveća, i sve je urađeno tako umetnički izvrsno da se prema njima odnosite sa ushićenjem i oduševljenjem.Oko ove palate je izgrađen zid, koji okružuje obim od 16 mi (26 km), a unutar parka se nalaze vrêla i reke i potoci, i divne livade, sa raznim vrstama divljih životinja (isključujući one koje su po prirodi svirepe), koje je Car dobavio i smestio tu da pruže izvor hrane za njegove sokolove i jastrebove, koje čuva u kavezu.Marko Polo je takođe pomenuo veliku prenosivu palatu napravljenu od pozlaćene i izlakirane trske ili bambusa koja je mogla brzo da se rastavi i pomera sa mesta na mesto. Opisao ju je ovako:Dalje na mestu u parku gde je krasna šuma, ima još jednu palatu od trske, koju moram da vam opišem. Cela je pozlaćena, i veoma detaljno urađena iznutra. Nju drže pozlaćeni i lakirani stubovi, od kojih svaki ima pozlaćenog zmaja na sebi, čiji su repovi prikačeni za stubove, dok glave pridržavaju noseću gredu, a i kandže su tako raspoređene levo i desno da podupiru gredu. Krov, kao i ostatak, je napravljen od trske, prekriven tako jakim lakom da ne može da propadne koliko god kiše da padne. Ove trske su dobrih 12 prstiju debljine i između 10 i 15 koraka dužine. Presečeno su preko svakog pregiba, i onda su delovi odvojeni tako da su od svake napravljene po dve šuplje letve, i one prekrivaju krov; samo svaka od ovih letvi mora biti prikucana da ih vetar ne bi odneo. Ukratko, cela palata je napravljena od ovih trski, koje (mogu da pomenem) takođe služe u razne druge korisne svrhe. Struktura palate je tako napravljena da se rasklopi i ponovo sklopi velikom brzinom; i ona se može rastaviti na deliće i preseliti gde god da Car naredi. Kada je podignuta, pričvršćena je sa više od 200 svilenih užadi da je vetar ne bi oštetio.Gospodar živi u ovom svom parku, obitavajući ponekad u mermernoj palati a nekad u trščanoj palati tri meseca godišnje, to jest, tokom juna, jula i avgusta; više voli ovo boravište, jer u njemu nije uopšte toplo; zapravo, to je veoma hladno mesto. Kada 28. dan meseca avgusta stigne, on odlazi, i trščana palata se rastavlja na delove.Ovo je bila „raskošna kuća zadovoljstva“ koju je pomenuo Purčas, a koju je Kolridž preimenovao u „velelepnu palatu zadovoljstva“.

Godine 1934,, primerak pesme koji je napisao lično Kolridž nekad pre objavljivanja 1816. pronađen je u jednoj privatnoj biblioteci. Takozvani Kru rukopis je Kolridž poslao gospođi Sauti, koja ga je kasnije poklonila ili prodala nekom kolekcionaru autograma. Bio je izložen na aukciji 1859. godine i kupio ga je neki drugi kolekcionar autograma po ceni od jedne funte i 15 penija. Stigao je do Markiza od Krua, koji ga je donirao Muzeju Britanije, gde je sada izložen.
Poruka koju je Kolridž napisao na poleđini Kru rukopisa je davala kraći i malo drugačiji opis nastanka pesme nego što je to slučaj sa verzijom objavljenom 1816. Kolridž je nastanak pesme pripisao jednom od boravaka na farmi Eš, možda onom koji se zbio oktobra 1797. godine: „Ovaj odlomak sa još dosta toga, nenadoknadivog, napisan u nekoj vrsti sanjarije koju su izazvala dva zrna opijuma koji su uzeti da bi zaustavili dizenteriju, u farmerskoj kući između Porloka i Lintona, četvrt milje od crkve u Kalbounu, u jesen 1797. godine“.
Kru rukopis ima nekih malih izmena i tri značajne razlike u odnosu na konačnu verziju objavljenu 1816. Na primer, Kolridž je promenio veličinu i opis vrta (u prepevu Ranke Kuić se ovo ne uočava, jer je prepev slobodan):
So twice six miles of fertile ground (Dva puta po šest milja plodne zemlje)

With Walls and Towers were compass'd round. (Okruženi zidovima i kulama)(Kru rukopis)
u poređenju sa:
So twice five miles of fertile ground (Dva puta po pet milja plodne zemlje)

With walls and towers were girdled round. (Opasani zidovima i kulama) (tekst iz 1816.godine)
Kolridž je takođe promenio opis ponora (chasm):

Na dalje kroz taj ponor, ključajuć' sve više, (From forth this Chasm with hideous Turmoil seething) (Kru rukopis)
je promenjeno u:

A kroz taj ponor, ključajuć’ sve više, (And from this chasm, with ceaseless turmoil seething) (objavljeno 1816. godine)

Najbitnija promena je nastala u stihovima:
Uz cimbal jedna devojka

dođe mi na san:

u Abisiniji joj dom,

na instrumentu svira tom,

o Amar-gori peva.

(It was an Abyssinian Maid,

And on her Dulcimer she play'd

Singing of Mount Amara.)(Kru rukopis)

Koji su u objavljenoj verziji postali:
Uz cimbal jedna devojka

dođe mi na san:

u Abisiniji joj dom,

na instrumentu svira tom,

o Abor-gori peva.

(It was an Abyssinian Maid,

And on her Dulcimer she play'd

Singing of Mount Abora.) (1816. objavljen tekst)
Ovo je značajno, jer u Kru rukopisu „devojka iz Abisinije“ peva o brdu Amara, koju pominje Džon Milton u „Izgubljenom Raju“:
...Ni mesto gde cari abisinski porod štite svoj,

Brdo Amara, mada to mesto neki drže

Rajem pravim, pod Linijom etiopskom, (Izgubljeni raj, četvrto pevanje, stihovi 280-282) 
Dok je u konačnoj objavljenoj verziji, brdo Abora čista fikcija, očigledno izabrano zbog toga što lepo zvuči.

Za razliku od Kolridžovog uobičajenog pristupa svojoj poeziji, ovu pesmu nije pominjao u pismima koja je slao prijateljima. Prvi zapis ove pesme zabeležen je u dnevniku Doroti Vordsvort,u oktobru 1798. Moguće je da je pesmu u to vreme recitovao svojim prijateljima i da je bila namenjena za privatne svrhe umesto za objavljivanje. U svakom slučaju, tačan datum nastanka pesme nije poznat, jer je Kolridž uglavnom pisao datume na svojim pesmama, ali to nije bio slučaj sa pesmom „Kublaj Kan“. Kolridž jeste pisao Džonu Telvolu, četrnaestog oktobra 1797. godine, da opiše svoja osećanja koja su u vezi sa onima opisanim u pesmi:Mnogo bih želeo, kao indijski Višna, da plutam unaokolo po beskonačnom okeanu, upakovan u lotosov cvet, i da se budim jednom u milion godina na nekoliko minuta – samo da bih znao da ću opet da zaspim na još milion godina... Mogu s vremena na vreme da snažno osetim lepote, koje opisuješ, onakve kakve jesu – ali češće sve stvari postaju male – svo znanje, koje se može steći, dečja igra – sam univerzum – šta je sa ogromnom gomilom malih stvari? ... Osećam kao da moj um boli koliko želi da vidi i sazna nešto veliko – nešto jedinstveno i nedeljivo – i to uveren da će mi kamenje i vodopadi, planine ili pećine dati osećaj uzvišenosti ili veličanstvenosti!Misli izražene u Kolridžovom pismu smeštaju pesmu „Kublaj Kan“ u oktobar 1797. ali dve druge mogućnosti su predstavljene od strane Kolridžovih biografa: maj 1798. i oktobar 1799. Oba puta je bio u tom kraju, a, do 1799, Kolridž je mogao da pročita „Talaba uništitelj“ od Roberta Sautija, delo koje se takođe poziva na Purčasovu knjigu. Moguće je da je samo uređivao pesmu tokom ovih perioda, a i nema dokaza koji bi nagovestili da je Kolridž lagao za iskustvo uslovljeno opijumom koje je imao na farmi Eš.- Naslovna strana "Kristabel, Kublaj Kan i Tegobe sna" (1816)
Delo je stavljeno sa strane do 1815. kad je Kolridž sakupio rukopise svojih pesama za zbirku pod nazivom „Sibilsko lišće“ (Sibylline Leaves). Pesma je ostala u tami do 10. aprila 1816. i sastanka između Kolridža i Lorda Bajrona, koji je ubedio Kolridža da objavi pesme „Kristabel“ i „Kublaj Kan“ kao odlomke. Li Hant, pesnik i esejista, je bio svedok ovom događaju i napisao je, „Recitovao je svog ,Kublaj Kana’ Lordu Bajronu jednog jutra, u lordovoj kući u Pikadiliju, dok sam se ja zatekao u susednoj sobi. Sećam se kako su ostali odlazili od njega, duboko dirnuti njegovom pesmom, govoreći kako je divno govorio. Ovo je bio utisak svih koji su ga čuli.“Bajron je organizovao da Džon Mari objavi pesmu sa pesmama „Kristabel“ i „Tegobe sna“ zajedno sa predgovorima za ova dela. Ugovor je potpisan 12. aprila 1816. za 80 funti. Čarls Lem, pesnik i Kolridžov prijatelj, svedočio je stvaralaštvu Kolridža pre objavljivanja pesme i pisao je Vordsvortu: „Kolridž štampa „Kristabel“ po preporuci Lorda Bajrona Mariju, zajedno sa onim što on naziva vizija Kublaj Kana – vizija koju tako očaravajuće ponavlja da  obasjava i donosi Raj i Jelisejski hlad u moje odaje kad je recituje ili peva“. Kolridž je ostao u Londonu da radi na pesmi i takođe da pokuša da pobedi zavisnost od opijuma. Međutim, ideja da se pesma objavi nije baš sve činila srećnim, jer je Kolridžova supruga, koja nije bila s njim, napisala Tomasu Pulu, „Oh! Kad će više prestati da svojim prijateljima pruža samo bol? Uopšte nije bilo mudro od njega da objavi svoje odlomke iz pesama ,Kristabel’ i ,Kublaj Kan’ ... Svi smo bili veoma uznemireni kad smo pročitali najavu ovoga.“
Ova zbirka pesama je objavljena 25. maja 1816, a Kolridž je ubacio i „Odlomak“ kao podnaslov verzije pesme od 54 stiha da se odbrani od kritike što je pesma nezavršena. Originalna objavljena verzija dela je podeljena na dve strofe, pri čemu se prva završavala sa stihom broj 30. Sa pesmom „Kubla Kan“ štampan je i predgovor koji je tvrdio da je san izazvan opijumom Kolridžu doneo stihove. Pesma je štampana četiri puta za Kolridžovog života, sa poslednjom štampom njegovih „Poetskih dela“ 1834. U poslednjem delu, Kolridž je dodao produženi podnaslov „Ili, Snoviđenje. Odlomak“. U nekim kasnijim antologijama Kolridžove poezije, predgovor je izostavljen zajedno sa podnaslovom koji kazuje zašto je u pitanju odlomak i objašnjava vezu sa snom. Ponekad, predgovor je uključen u novija izdanja, ali bez prvog i poslednjeg pasusa.

Ova pesma ima drugačiji stil i strukturu od ostalih pesama koje je napisao Kolridž. Iako je nepotpuna i ima podnaslov „odlomak“, njen jezik je veoma stilizovan sa jakim naglašavanjem zvučnih sredstava koja se menjaju između dve prvobitne strofe. Prva strofa pesme opisuje Kanovu palatu zadovoljstva koja je izgrađena uz svetu reku koju snabdeva moćno vrêlo. Druga strofa pesme je odgovor pripovedača na moć i dejstvo pesme abisinske devojke, koja ga oduševljava, ali ga onemogućava da je iskoristi kao inspiraciju, osim ako ne bi mogao da je čuje još jednom. Zajedno, oni čine poređenje stvaralačke moći koje ne funkcioniše s prirodom i stvaralačke moći koja je u skladu sa prirodom.
Pesma je, prema Kolridžovim navodima, odlomak onoga što je trebalo da bude, svedena na ono što je uspeo da pribeleži iz sećanja: 54 stiha. Na početku, njegov san je sadržao između 200 i 300 stihova, ali uspeo je da sastavi samo prvih 30 pre nego što su ga prekinuli.  Druga strofa možda i nije deo izvornog sna i odnosi se prema snu u prošlom vremenu. Ritam pesme, kao i njene teme i slike, drugačiji su od ostalih pesama koje je Kolridž napisao i struktura joj je slična odama iz osamnaestog veka. Pesma se oslanja na mnoge tehnike zasnovane na zvuku, uključujući srodne varijacije i inverziju. Posebno, pesma naglašava upotrebu glasa „æ“  i slične izmene standardnog glasa „a“ koje služe da pesma zvuči više Azijatski. Šablon rime u prvih sedam stihova se ponavlja i u prvih sedam stihova druge strofe. Mnogo se koristi asonanca, ponavljanje istih samoglasnika, i oslanja se na aliteraciju, ponavljanje prvog glasa u reči, što se odnosi i na prvi stih: "In Xanadu did Kubla Khan". Naglašeni glasovi, "Xan", "du", "Ku", "Khan", sadrže asonancu koristeći glasove a-u-u-a, imaju dva sloga koja se rimuju „Xan“ i „Khan“, i imaju aliteraciju u imenu "Kubla Khan" i ponovno korišćenje glasa „d“ u "Xanadu" i "did". Da uobliči stih, glas „i“ u „In“ se ponavlja u „did“. Kasniji stihovi ne sadrže istu količinu simetrije ali se oslanjaju na asonancu i rimuju se do kraja. Jedina reč koja nije u pravoj vezi sa nekom drugom reči je "dome" osim što se tiče upotrebe glasa „d“. Iako si stihovi međusobno povezani, šablon rime i dužine stihova su nepravilni.
Prvi stihovi pesme prate jampski tetrametar sa prvom strofom koja se oslanja na jaka naglašavanja. Stihovi druge strofe sadrže blaža naglašavanja kako bi ubrzali stopu da ih odvoje prethodnih stihova koji su u ritmu čekića. Takođe postoji snažna pauza nakon stiha 36 koja je bitna za drugu strofu, i postoji prelaz u pripovedanju sa trećeg lica i priče o Kublaj Kanu na pesnikovo izlaganje o svojoj ulozi pesnika. Bez predgovora, dve strofe čine dve različite pesme koje su u nekakvoj vezi, ali im nedostaje jedinstvo. Ovo ne znači da bi one bile dve različite pesme, pošto je tehnika odvojenih delova koji odgovaraju jedan drugom korišćena u žanru odalnih himni, korišćena u pesmama drugih romantičarskih pesnika uključujući Džona Kitsa ili Persija Šelija. Međutim, odalna himna koju koriste drugi ima snažnije jedinstvo među svojim delovima, a Kolridž je verovao u pisanje poezije koja je celovito ujedinjena. Moguće je da je Kolridž bio nezadovoljan nedostakom jedinstva u pesmi i da je dodao belešku predgovoru o strukturi koja objašnjava njegove misli. U smislu žanra, pesma je o snu i povezana je sa delima koja opisuju vizije, što je uobičajeno za romatičarske pesnike. „Kublaj Kan“ je takođe u vezi sa žanrom odlomačne poezije, sa unutrašnjim slikama koje ojačavaju ideju deljenja na odlomke koja se nalazi u formi ove pesme. Samoproklamovana odlomačna priroda pesme u kombinaciji sa Kolridžovim upozorenjem o pesmi u predgovoru pretvara pesmu „Kublaj Kan“ u „anti-pesmu“, delo kojem nedostaje struktura, red, i koja zbunjuje čitaoca umesto da ga prosvetli. Međutim, ova pesma nema mnogo veze sa ostalim pesmama iz odlomaka koje je Kolridž napisao.

Predgovor „Kublaj Kanu“ počinje sa objašnjenjem da je štampan „na zahtev pesnika koji je veoma i zasluženo slavan, i što se tiče autorovog ličnog mišljenja, više kao psihološka zanimljivost, nego na osnovu nekih pesnikovih zasluga“. Predgovor je dalje dao odgovor i na poreklo pesme i zašto je to samo manji deo dela koje je zamišljeno da bude veće. Nakon što je čitao Purčasovu knjigu, „Autor je ostao još tri sata u dubokom snu, njegova spoljna čula, ako ništa drugo, tokom čega ima veoma jasno pouzdanje, da ne može da napiše manje od dve ili tri stotine stihova... Pri buđenju mu je izgledalo da se jasno seća cele pesme, i uzimajući svoje pero, mastilo i papir, istog trena i nestrpljivo je zapisao stihove koji su ovde sačuvani.“ Slika koju Kolridž pruža o sebi je slika sanjara koji čita naučne knjige a ne zavisnika od opijuma. Umesto toga, uticaj opijuma, kao što je opisano, treba da predstavi da on nije navikao na njegovo dejstvo.- Predgovor "Kublaj Kana" (1816)

Postoji nekoliko problema sa Kolridžovim navodima, posebno tvrdnja da poseduje primerak Purčasove knjige. To je bila retka knjiga, za koju je malo verovatno da je mogla da bude na „usamljenoj farmi“, niti bi je iko nosio na putovanje; korice su bile teške i imala je skoro 1000 strana. Moguće je da je Kolridž samo zapamtio Purčasove reči i da je opis čitanja dela baš pred spavanje govori da mu je ta tema došla slučajno.
Pasus se nastavlja sa čuvenim pominjanjem prekidanja: „U tom trenutku ga je, nažalost, pozvala jedna osoba koja došla iz Porloka poslovno, i zadržala ga više od sata, i dok se vraćao u svoju sobu, shvatio je, na svoje ne tako malo iznenađenje i razočaranje, da iako mu je i dalje ostalo maglovito i prigušeno sećanje na opštu sadržinu snoviđenja, ipak, sa izuzetkom nekih osam do deset razbacanih stihova i slika, sve ostalo je nestalo kao slike na površini potoka u koji je bačen kamen, ali, avaj! bez kasnije obnove onog što sledi!“ Osoba iz Porloka koja ga je prekinula može biti bilo ko, uključujući Vordsvorta, Džozefa Kotla, Džona Telvola, Kolridžovu suprugu, ili je samo književno sredstvo. Kao simbol predgovora, ova osoba predstavlja obaveze u stvarnom svetu koje urušavaju stvaralački svet ili druge činioce koji su sprečili Kolridža da završi svoje delo. Tvrdnja stvaranja poezije posle sanjanja iste je postala popularna nakon objavljivanja „Kublaj Kana“. Osoba iz Porloka je kasnije postala reč koja opisuje prekinutog genija, a književni kritičar Volter Džekson Bejt je ispričao da dok je Džon Livingston Lous podučavao ovu pesmu, rekao je studentima: „Ako postoji bilo koji čovek u istoriji književnosti koga treba obesiti, udaviti, i iseći na četiri dela, to je čovek koji je došao poslovno iz Porloka.“ Književni kritičar D. F. Rober je tvrdio da je čovek bio „potreban da se stvori iluzija skraćivanja umesto prekidanja“. Ovo bi omogućilo Kolridžu da namerno napiše pesmu kao odlomak. 
Predgovor pesmi ukazuje na to pesma nije trebalo da bude objavljena, da je to odlomak koji nije uspeo da završi, i da je samo delo njemu došlo nevoljnom inspiracijom. Kad se predgovor izostavi, deluje da pesma poredi čin poezije sa moći Kubla Kana umesto sa gubitkom inspiracije koji utiče na to da delo ima složeniji opis pesničke moći. Gledano zajedno, predgovor bi mogao da se poveže sa prvim delom pesme da ukaže na to da je pesma pisana iz ugla pripovedača koji sanja, ili može da se poveže  sa drugim delom pesme da pokaže čitaocu kako da tumači stihove povezujući se s ovom osobom na negativan način. Predgovor i pesma se razlikuju po lokaciji, jer predgovor govori o Kolridžovoj Engleskoj dok pesma govori o drevnoj Kini, ali oba govore o ulozi pesnika i njegovim sposobnostima. Pesnik iz predgovora je sanjar koji mora da piše a pesnik iz pesme je zvučna osoba, ali obojica su pesnici koji gube inspiraciju. Samo što pesnik iz pesme oseća da može da povrati viziju, a predgovor, kao i Kolridžova pesma „Slika“ koja je pomenuta u njemu, govori da su vizije nepovratne.

Pesma počinje maštovitim opisom Kublaj Kanove prestonice Zenadua, koju Kolridž smešta u blizinu reke Alf, koja protiče kroz pećine dok ne stigne do tamnog ili mrtvog mora. Iako je to područje jedno od „zadovoljstava“ napravljenih ljudskom rukom, tu je i prirodna, „sveta“ reka koja protiče pored. Stihovi koji opisuju reku imaju upadljivo drugačiji ritam od ostatka strofe:
U Zenaduu Kublaj-kan 

sazida divan dvor za pir

gde sveti potok, Alfa zvan,

kroz špilja svod još nikom znan,

u morski hrli vir. (stihovi 1-5)
Zemlja je predstavljena kao idilični vrt, ali kao Raj posle pada Čoveka, Zenadu je izolovan zidovima. Ograničeni posedi unutar zidina Zenadua su u kontrastu sa neograničenim prostranstvima prirodnih pećina kroz koje reka protiče.
A poljem dokle seže vid

od kula kruži dugi zid.

Tu mnogom vrtu potok pruža sjaj,

tu cvate tamjan koji daje kad;

a mnogi suncem obasjani gaj

tu grle šume gde je večni hlad. (6—11)
Postoje neke sitne varijacije u različitim verzijama ovog teksta. Verzija objavljena 1816. glasi:
And there were gardens bright with sinuous rills,
Dok primerak koji je Kolridž pisao rukom (Kru rukopis) glasi:
And here were gardens bright with sinuous rills,
Pesma se proširuje gotskim aluzijama u prvoj strofi dok pripovedač istražuje mračni ponor u središtu vrta u Zenaduu, i opisuje okolno područje kao i „divlje“ i „sveto“. Jarlot objašnjava ovaj ponor kao pesnikovu simboličku borbu sa dekadencijom koja zapostavlja prirodu. Takođe može da predstavlja mračnu stranu duše, uticaj moći i vlasti na gubitak čovečnosti. 
Al’ gle taj ponor dubok koji pada

niz breg što zelen spušta se do kedra!

K’o kraj je divlji gde bled mesec vlada;

Sred njega huči k’o kad posred hada

za mrtvim dragim žena busa nedra! (12—16)
Iz mračnog ponora vrêlo nasilno izbacuje vodu, i onda stvara krivudajuću reku Alf, koja teče do mora što je opisano u prvoj strofi. Vrêla su često simbol začetka života, a u ovom slučaju mogu da predstavljaju snagu stvaralaštva. Pošto se ovo vrêlo završava smrću, može i jednostavno da predstavlja ljudski životni vek, od nasilnog rođenja do ponirućeg kraja. 
A kroz taj ponor, ključajuć’ sve više,

baš k’o da zemlja užurbano diše,

mlaz vode silan probi sebi put;

a tu i tamo dah mu seku ljut

sve parčad krupna što skaču k’o grad,

k’o žito kad ga vrše vranac mlad:

i tu gde igra tih gromada splet,

u tren šiknu onaj potok svet.

Pet milja zatim lutaše kroz gore,

pa posta rekom potok Alfa zvan;

kroz špilja svod, što nikom nije znan,

on s bukom stiže u to mrtvo more: (17—28)
Kublaj Kan čuje glasove mrtvih, i pominje maglovit „rat“ koji se izgleda ne opminje nigde drugde u pesmi. Jarlot predlaže da rat predstavlja kaznu za traženje zadovoljstva, ili jednostavno sukob sadašnjosti i prošlosti:
tu Kublaj začu, u svoj buci toj,

gde glas predaka proriče mu boj. (29—30)
Iako je spoljašnost Zenadua predstavljena slikama tame, i u kontekstu mrtvog mora, podseća nas na „čudo“ i „zadovoljstvo“ Kublaj Kanove kreacije. Vizije ovih mesta, uključujući palatu, pećinu i vrêlo, slične su apokaliptičnoj viziji. Zajedno, prirodne i one građevine koje je stvorio čovek čine čudo prirode dok predstavljaju mešavinu suprotnosti, što je suština stvaralaštva:
Pola senke toga dvora

lebdi tamo gde je val,

gde se čuje odjek hora

bučne vode, gde je žal.

To čudo još ne vide ljudski stvor:

na lednoj špilji sav u suncu dvor (31—36)
Pripovedač postaje prorok, predstavljajući viziju nepoznate „abisinske devojke“ koja peva o „brdu Abora“. Harold Blum pretpostavlja da ovaj pasus otkriva želju pripovedača da se suprotstavi Kanovoj sposobnosti da stvara. Ova žena takođe može predstavljati Mnemosinu, grčku personifikaciju sećanja i majku svih muza, što se direktno odnosi na Kolridžovu tvrdnju da se mučio da sastavi pesmu prema sećanju iz sna.
Uz cimbal jedna devojka

dođe mi na san:

u Abisiniji joj dom,

na instrumentu svira tom,

o Abor-gori peva.

Da mogu da ponovim sad

tu svirku i taj poj,

očara’o bi me njegov sklad,

pa dug i glasan napev moj 

sazid’o bi taj dvor gde vlada led! (37—47)
Sledeći pasus se odnosi na neimenovane svedoke koji bi takođe mogli da čuju ovo, i pritom podele sa pripovedačem viziju dupliranog, nebeskog, Zenadua. Harold Blum smatra da moć pesničke mašte, koja je jača od prirode ili umetnosti, ispunjava pripovedača i daje mu mogućnost da podeli ovu viziju sa drugima kroz svoju poeziju. Pripovedač bi tako bio dobio neverovatan, gotovo legendaran status, kao neko ko je iskusio rajski vrt dostupan samo onima koji su na sličan način ovladali ovim stvaralačkim moćima: 
I tad bi rekla duša svaka:

ej, tog se čuvaj vilenjaka,

jer žar mu oko, kosa laka!

Oko njeg bajaj trostruk red,

nek vid ti zastre sveti strah,

jer on je pio rose dah,

i rajskog mleka jeo med. (48—54)

Prema jednoj teoriji, „Kublaj Kan“ govori o poeziji i dva dela izlažu dve vrste pesama. Moć mašte je važan deo ove teme. Pesma uzdiže stvaralaštvo i ideju da je pesnik sposoban da iskuksi vezu sa univerzumom kroz inspiraciju. Kao pesnik, Kolridž sebe stavlja u nesigurnu poziciju gospodara svojih stvaralačkih moći ili njihovog roba. Veličanstveni grad predstavlja maštu a druga strofa predstavlja vezu između pesnika i ostatka društva. Pesnik je odvojen od ostatka čovečanstva nakon što mu je data moć da stvori i što je u prilici da posvedoči istinite vizije. Ovo odvajanje izaziva borbeni odnos između pesnika i publike, jer pesnik želi da drži slušaoce pod kontrolom pomoću hipnotišuće tehnike. Naglašavanje mašte u ovoj pesmi, nasuprot rajskoj postavci, i njeno predstavljanje uloge pesnika koga je mašta ili blagoslovila ili proklela, uticalo je na mnoga dela, uključujući „Palata umetnosti“ od Alfreda Tenisona i pesama Vilijama Batlera Jejtsa o Vizantu. Takođe postoji jaka veza između ideje povlačenja u maštu koje ima u Kitsovoj pesmi „Lamija“ i u Tenisonovoj „Palati umetnosti“. Predgovor, nakon što je dodat pesmi, povezuje ideju raja kao mašte sa Porlokom, i tu maštu, mada je beskonačna, prekinuće „osoba koja je došla poslovno“. Predgovor zatim dozvoljava Kolridžu da ostavi pesmu kao odlomak, što predstavlja nemogućnost mašte da pruži cele slike ili da istinski predstavi stvarnost.  Pesma ne govori o činu stvaranja već otkriva samo delove toga kako čin funkioniše: kako pesnik koristi jezik i kako se sam odnosi prema tome.
Upotrebom mašte, pesma može da govori o tiraniji, ratu i kontrastu koji postoji unutar raja. Deo motiva rata može biti metafora za pesnikovu borbu da nametne svoje ideje i vizije čitaocima. Jedan deo ideje mašte u ovoj pesmi je stvaralački proces koji opisuje svet sazdan od mašte i drugi koji je od razumevanja. Pesnik, kakvog Kolridž zamišlja, je sposoban da se kreće iz sveta razumevanja, gde ljudi inače žive, i ulazi u svet mašte kroz poeziju. Kada pripovedač opisuje „gde glas predaka proriče mu boj“, ideja je deo sveta razumevanja, stvarnog sveta. U celini, pesma je u vezi sa Kolridžovom verom u sekundarnu maštu koja pesnika može odvesti u svet mašte, a pesma je i opis tog sveta i opis pesnikovog ulaska u taj svet. Mašta, kako je predstavljena u mnogim Kolridžovim i Vordsvortovim delima, uključujući „Kublaj Kana“, predstavljena je kroz metaforu vode, i upotreba reke u „Kublaj Kanu“ povezana je sa upotrebom potoka u Vordsvortovoj „Uvertiri“.  Slika vode je takođe u vezi sa božanskim i sa prirodom, i pesnik ima sposobnost da iskoristi svoj dodir s prirodom dok Kublaj Kan ne može svoju moć.
Pred kraj 1797. godine, Kolridž je bio fasciniran idejom reke i koristio ju je u mnogim pesmama uključujući „Kublaj Kana“ i „Potok“. U svom delu Biografija literarija  (1817), objasnio je, „Tražio sam predmet radnje, kojem mogu da pružim jednak prostor i slobodu opisa, slučajnosti i strasti koje se ogledaju u ljudima, prirodi, i društvu, a opet da posluži kao prirodna veza izmežu delova i jedinstva u celini. Takav predmet sam našao u potoku, od svog izvora u brdima među žuto-crvenom mahovinom i kupastim snopovima poljskog cveća, do prvog zavijutka ili ponora, gde njegove kapi počinju da se čuju, i počinje da stvara kanal." Moguće je da je slikovit opis iz biografije nastao nakon obrade rukopisa „Kublaj Kan“ za vreme pravljenja knjige. Prikaz vode prožima mnoge njegove pesme, a obala koju je video na svom putovanju u Linton se pominje u „Osoriju“. Usto, mnoge slike su povezane sa širokom upotrebom farme Eš i Kvontoka u Kolridžovoj poeziji, a mistična postavka i „Osoria “ i „Kublaj Kana“ je zasnovana na njegovoj idealizaciji tog regiona. „Kublaj Kan“ je napisan iste godine kao i „Ova koliba od lipinog drveta, moj zatvor“ i obe pesme sadrže slike koje je opisao u pismu Telvolu, 14. oktobra 1797. Mežutim, stil se veoma razlikuje, jer jedan ima snažnu strukturu i rimuje se, a drugi pokušava da imitira govorni jezik. Imaju zajedničko to da koriste pejzaž zasnovan na istom mestu, uključujući stalnu upotrebu dolina, kamenja, paprati i vodopada kojih ima u Somersetu. Predgovor koristi vodu kao sliku koja objašnjava šta se dogodi kad se vizije izgube što je citat iz njegove pesme „Slika“. Kada se uzme u obzir cela „Slika“, a ne samo odlomak, Kolridž opisuje kako je inspiracija slična potoku i kako ako nešto bacimo u njega, vizija je prekinuta. 

1. 
2. 
3. 
4. 
5. 
6. 
7. 
8. 
9. 
10. 
11. 
12. 
13. 
14. 
15. 
16. 
17. 
18. 
19. 
20. 
21. 
22. 
23. 
24. 
25. 
26. 
27. 
28. 
29. 
30. 
31. 
32. 
33. 
34. 
35. 
36. 
37. 
38. 
39. 
40. 
41. 
42. 
43. 
44. 
45. 
46. 
47. 
48. 
49. 
50. 
51. 
52. 
53. 
54. 
55. 
56. 
57. 
58. 
59. 
60. 
61. 
62. 
63. 
64. 
65. 
66. 
67. 
68. 
69. 
70. 
71. 
72. 
73. 
74. 
75. 
76. 
77. 
78. 
79. 
80. 
81. 
82. 
83. 
84. 
85. 
86. 